# 斯利馬
斯利馬（馬爾他語發音：[tɐsˈslɪː.mɐ]），是馬耳他的市镇，位於馬爾他島東北部。市镇面積为1.3平方公里，2019年人口数量为22,591人。